# Stellanello
Stellanello (ligur nyelven Stenanelo) település Olaszországban, Liguria régióban, Savona megyében. Lakosainak száma 840 fő (2023. január 1.). Stellanello Andora, Casanova Lerrone, Chiusanico, Diano Arentino, Diano San Pietro, Testico, Villa Faraldi és Garlenda községekkel határos.

## Népesség
A település lakossága az elmúlt években az alábbi módon változott:
| Lakosok száma | 808  | 809  | 840  |
|               | 2017 | 2018 | 2023 |